# Карловаць
Карловаць (хорв. Karlovac, нім. Karlstadt, Carlstadt, угор. Károlyváros) — місто в центральній Хорватії, адміністративний центр Карловацької жупанії. За переписом 2001 р. переважну більшість населення становлять хорвати (85,86 %), а найчисельнішою національною меншиною є серби (8,6 %).

## Географія
Карловаць розмістився на Динарському краю Тисо-Дунайської низовини, і з території міста починається гориста та гірська місцевість у напрямі Середземного моря.
Місто розташоване на перетині важливих автомобільних та залізничних напрямків від Загреба до Рієки і Спліта, за 56 км на південний захід від Загреба і за 130 км на північний схід від порту Рієка.
Поряд з безліччю парків і зелених насаджень характерною рисою Карловаця є чотири річки, які проходять через місто — Корана, Купа, Добра і Мрежниця, тому Карловаць відомий ще й як Місто чотирьох річок.

## Історія
Карловаць є одним із наймолодших міст Хорватії, у якого відома навіть точна дата заснування — 13 липня 1579 року, коли на болотистій рівнині в місці злиття Корани і Купи було споруджено фортецю для захисту від турецьких завойовників, названу на честь її засновника, австрійського ерцгерцога Карла II. Місто збудовано в дусі ідеалів міської архітектури доби Ренесансу у вигляді шестикутної зірки з центральним майданом і вулицями, що перетинаються під прямим кутом.
З моменту створення до 1693 р. Карловаць був під військовим управлінням, і лише потім отримав обмежене міське самоврядування. 1776 року стає вільним королівським містом.
У XVIII і XIX століттях Карловаць зажив слави одного з найбагатших і найрозвиненіших хорватських міст. Про це свідчить і той факт, що на початку XIX ст. саме жителі Карловаця платили найвищий серед усіх хорватських міст податок.

### Хорватська війна
Карловаць зазнав багато руйнувань під час хорватської війни за незалежність (1991—1995). Південні райони міста були близько до лінії фронту між Республікою Хорватією і повсталими сербами. У результаті сербського обстрілу було пошкоджено історичний центр міста, мерію та багато інших будівель.

## Економіка
До початку 2000-х років основним промисловим підприємством був Карловацький пивоварний завод, виробник пива «Karlovačko». Останніми роками набирає стрімкого росту виробник вогнепальної зброї HS Produkt, який після того, як пивоварня, влившись у корпорацію Гейнекен, послабила свої позиції, став найбільшим приватним роботодавцем у місті. HS Produkt відомий насамперед як розробник і виробник пістолета HS 2000, що продається у Сполучених Штатах як Springfield Armory XD.

## Населення
Населення громади за даними перепису 2011 року становило 55 705 осіб, 7 з яких назвали рідною українську мову. Населення самого міста становило 46 833 осіб.
Динаміка чисельності населення громади:
Динаміка чисельності населення міста:

## Населені пункти
Крім міста Карловаць, до громади також входять:
- Банська Селниця
- Банські Моравці
- Блатниця-Покупська
- Брезова Глава
- Брежани
- Броджани
- Цероваць-Вукманицький
- Доня Требиня
- Донє Мекуш'є
- Доній Сєничак
- Горня Требиня
- Горнє Стативе
- Горній Сєничак
- Горщаки
- Хусє
- Іванчиці-Покупські
- Іванкович-Село
- Івршевич-Село
- Каблар
- Карасі
- Клипино Брдо
- Кляїч-Брдо
- Кнез-Гориця
- Кобилич-Покупський
- Коньковсько
- Коритиня
- Ладвеняк
- Лип'є
- Лука-Покупська
- Махично
- Манєровичі
- Окич
- Попович Брдо
- Приселці
- Речиця
- Рибарі
- Скакаваць
- Слунська Селниця
- Слунські Моравці
- Шебреки
- Шишлявич
- Тушилович
- Тушкани
- Удбиня
- Утиня
- Водостай
- Вукманич
- Вукодер
- Задобар'є
- Заграй
- Замрш'є

## Цікавинки
У Карловаці знято частину відеокліпу для пісні Earth Song американського співака Майкла Джексона в 1995 році.
Карловаць — це також батьківщина славнозвісного хорватського пива «Карловачко» (Karlovačko), яке подають у багатьох ресторанах світу.

## Відомі особистості
У місті народилася:
- Зринка Цвитешич (* 1979) — хорватська акторка.